# 卡韦拉克
卡韦拉克（法語：Caveirac，法語發音：[kaveʁak]）是法国加尔省的一个市镇，位于该省中南部，属于尼姆区。

## 地理
卡韦拉克（43°49'30"N, 4°15'44"E）面积15.2 平方千米，位于法国奧克西塔尼大區加尔省，该省份为法国南部沿海省份，南端濒地中海，北起顺时针与阿尔代什省、沃克吕兹省、罗讷河口省、埃罗省、阿韦龙省和洛泽尔省接壤。
与卡韦拉克接壤的市镇（或旧市镇、城区）包括：克拉朗萨克、朗格拉德、米约、尼姆。

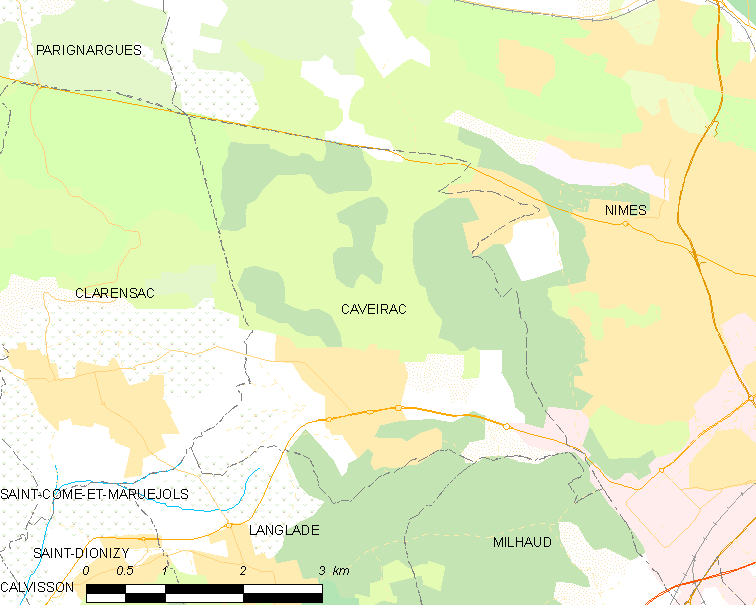
卡韦拉克的OSM定位图

卡韦拉克的时区为UTC+01:00、UTC+02:00（夏令时）。

## 行政
卡韦拉克的邮政编码为30820，INSEE市镇编码为30075。

## 政治
卡韦拉克所属的省级选区为圣吉勒县。

## 人口

1962-2008年间卡韦拉克人口变化图示

卡韦拉克于2022年1月1日时的人口数量为4328人。